# ダミャン・ペイチノスキ
ダミャン・ペイチノスキ（マケドニア語:Дамјан Пејчиноски / Damjan Pejčinoski、1984年10月25日 - ）は、マケドニア共和国のギタリストである。6歳の頃からギターの演奏を始め、14歳で真剣にギターへの関心を持つようになる。オフリドで生まれ育ち、同地で初等教育、中等教育を終えた。ジョコ・タネスキ、ビリー・ズヴェルとともにユーロビジョン・ソング・コンテスト2010のマケドニア共和国代表となった。
ディープ・パープルやAC/DC、ホワイトスネイク、スティーヴ・ヴァイ、ジョー・サトリアーニ、フランク・ギャンバレ、グレッグ・ハウや、またマケドニアのナイトクラブからの影響をうけながら育つ。2002年には自らが率いるバンドと共に音楽イベント「ロック・フェスト」に参加し、最優秀ギタリストに選ばれ、ヴラトコ・ステファノフスキ（Vlatko Stefanovski）から直接表彰された。
2003年、ブルガリア・ソフィアのブルガリア国立音楽アカデミー（National Musical Academy “Pantcho Vladigherov”）のジャズ学部に入学し、同アカデミーで学位を受けている。その後も大学院課程での学業を続けている。
2004年、Jump Startというフュージョンのバンドを結成し、ブルガリアとマケドニアでコンサートをした。2009年5月、タレント・オーディション・プログラム「ギター・アイドル（Guitar Idol）」の審査員をつとめた。